# 黄花佛肚苣苔
黄花佛肚苣苔（学名：Oreocharis billburttii）为苦苣苔科马铃苣苔属下的一个种。黄花佛肚苣苔的花期為7月。
分佈於中華人民共和國西藏自治區东南部海拔3500-3700米的岩石缝中。